# Tragium dendroselinum
Tragium dendroselinum är en flockblommig växtart som beskrevs av Philip Barker Webb och Sabin Berthelot. Tragium dendroselinum ingår i släktet Tragium och familjen flockblommiga växter. Inga underarter finns listade i Catalogue of Life.